# Seznam finskih smučarjev
Seznam finskih smučarjev.

## A
- Saku Aho

## D
- Juho Dahl

## E
- Karl Ebb
- Nina Ehrnrooth

## H
- Kia-Emilia Hakala
- Eduard Hallberg
- Nina Halme
- Juho Handolin
- Emma Happonen
- Charlotte Henriksson
- Jens Henttinen
- Sandra Holm
- Riikka Honkanen

## J
- Henrik Järvikare

## K
- Nella Korpio
- Justus Kuukka

## L
- Mathilda Lassenius
- Elian Lehto
- Jukka Leino
- Sanni Leinonen
- Janne Leskinen

## M
- Victor Malmström
- Miikka Mankinen
- Mika Marila

## N
- Arttu Niemelä

## P
- Kalle Palander
- Santeri Paloniemi
- Minna Pelkonen
- Eemeli Pirinen
- Jesper Pohjolainen
- Rosa Pohjolainen
- Tanja Poutiainen
- Erika Pykäläinen

## R
- Henna Raita
- Joonas Räsänen
- Andreas Romar
- Tii-Maria Romar
- Kristiina Rove

## S
- Marcus Sandell
- Marlon Sjöberg
- Merle Soppela
- Oskari Sulkakoski

## T
- Jaakko Tapanainen
- Julia Toivanen
- Samu Torsti
- Turo Torvinen

## U
- Sami Uotila